# William Soden Hastings
William Soden Hastings (* 3. Juni 1798 in Mendon, Worcester County, Massachusetts; † 17. Juni 1842 in Red Sulphur Springs, Virginia) war ein US-amerikanischer Politiker. Zwischen 1837 und 1842 vertrat er den Bundesstaat Massachusetts im US-Repräsentantenhaus.

## Werdegang
William Hastings war der Sohn des Kongressabgeordneten Seth Hastings (1762–1831). Er besuchte die öffentlichen Schulen seiner Heimat und absolvierte im Jahr 1817 die Harvard University. Nach einem anschließenden Jurastudium und seiner 1820 erfolgten Zulassung als Rechtsanwalt begann er in Mendon in diesem Beruf zu arbeiten. Gleichzeitig schlug er eine politische Laufbahn ein. Im Jahr 1828 war er Abgeordneter im Repräsentantenhaus von Massachusetts; zwischen 1829 und 1833 gehörte er dem Staatssenat an. Mitte der 1830er Jahre wurde er Mitglied der damals gegründeten Whig Party.
Bei den Kongresswahlen des Jahres 1836 wurde Hastings im neunten Wahlbezirk von Massachusetts in das US-Repräsentantenhaus in Washington, D.C. gewählt, wo er am 4. März 1837 die Nachfolge von William Jackson antrat. Nach zwei Wiederwahlen konnte er bis zu seinem Tod am 17. Juni 1842 im Kongress verbleiben. Er starb in Red Sulphur Springs im heutigen West Virginia, wo er sich aus gesundheitlichen Gründen aufhielt.